# Civry
Civry est une ancienne commune française située dans le département d'Eure-et-Loir en région Centre-Val de Loire, commune déléguée depuis le 1er janvier 2017 de la commune nouvelle de Villemaury.

## Géographie

### situation

Situation géographique
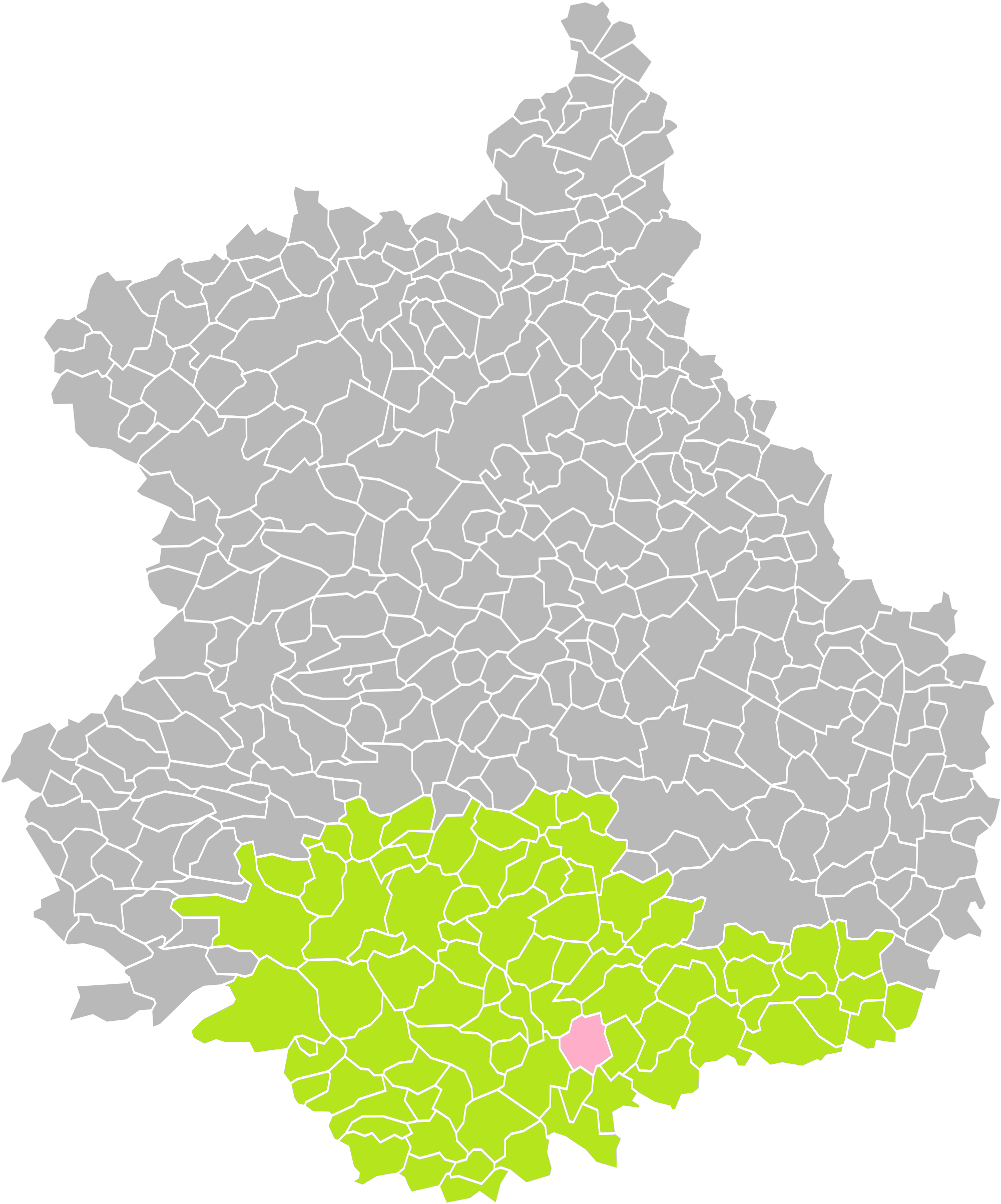
Civry dans son arrondissement (2016).
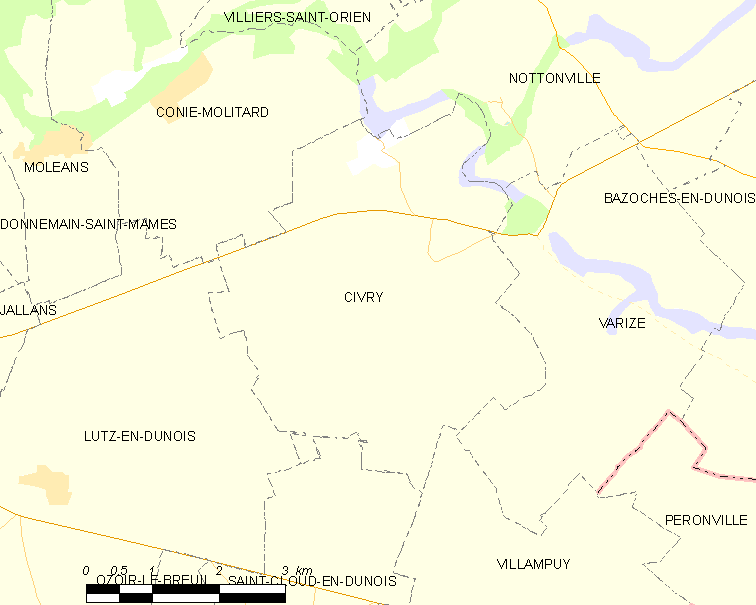
Carte de la commune de Civry, 2012.

### Communes limitrophes
| Conie-Molitard | Nottonville           |           |
|                | Civry                 | Varize    |
| Lutz-en-Dunois | Saint-Cloud-en-Dunois | Villampuy |

## Hameaux, lieux-dits et écarts
- Saint-Aubin (ancienne seigneurie).

## Toponymie
Les formes anciennes de Civry sont vers 1272, Siveriacum ; 1351, Sivriacum; vers 1485, Sivriacum, Sinonicum; 1757, Civry.

## Histoire

### Époque contemporaine

#### XIXesiècle

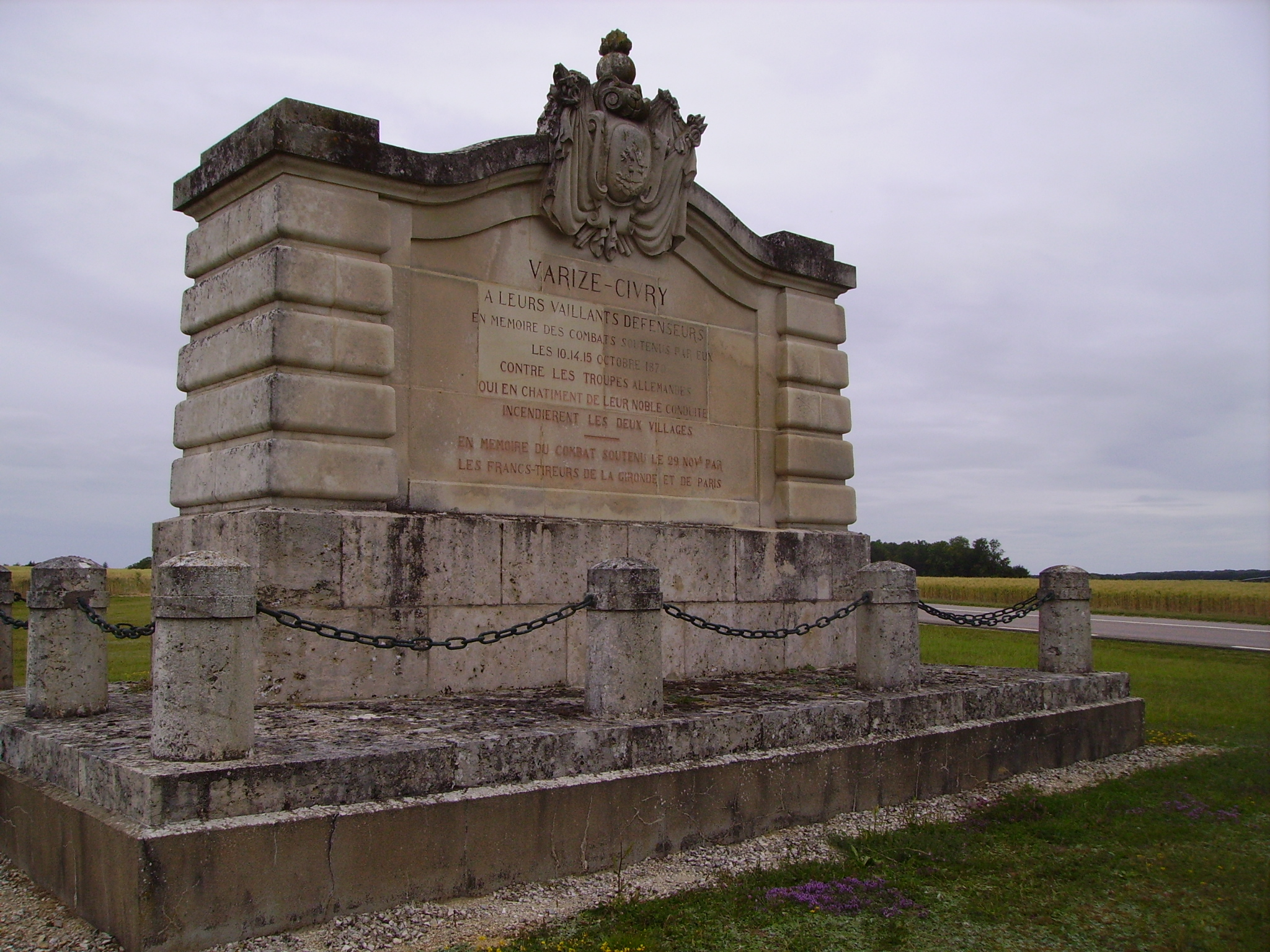
Monument aux défenseurs de Varize-Civry en 1870.

Les 10, 14 et 15 octobre 1870, les habitants des villes de Civry et de Varize se défendirent contre les soldats allemands. En représailles, les deux villages furent incendiés. Un monument installé sur la commune de Varize, ainsi qu'un odonyme de cette même ville (rue du 15-Octobre-1870), commémorent les faits : « Varize-Civry à leurs vaillants défenseurs en mémoire des combats soutenus par eux les 10, 14, 15 octobre 1870 contre les troupes allemandes qui en châtiment de leur noble conduite incendièrent les deux villages - En mémoire du combat soutenu le 29 novembre par les Francs-tireurs de la Gironde et de Paris ».

#### XXesiècle
Entre le 29 janvier 1939 et le 8 février, plus de 2 000 réfugiés espagnols fuyant l'effondrement de la république espagnole devant les troupes de Franco, arrivent en Eure-et-Loir. Devant l'insuffisance des structures d'accueil (le camp de Lucé et la prison de Châteaudun rouverte pour l’occasion), 53 villages sont mis à contribution, dont Civry. Les réfugiés, essentiellement des femmes et des enfants (les hommes sont désarmés et retenus dans le Sud de la France), sont soumis à une quarantaine stricte, vaccinés, le courrier est limité, le ravitaillement, s'il est peu varié et cuisiné à la française, est cependant assuré. Une partie des réfugiés rentrent en Espagne, incités par le gouvernement français qui facilite les conditions du retour, mais en décembre, 922 ont préféré rester et sont rassemblés à Dreux et Lucé.
Le 1er janvier 2017, Civry est intégrée à la commune nouvelle de Villemaury, avec le statut de commune déléguée.

## Politique et administration

### Liste des maires
| Période                                  | Période          | Identité           | Étiquette | Qualité     |
| ---------------------------------------- | ---------------- | ------------------ | --------- | ----------- |
| Les données manquantes sont à compléter. |                  |                    |           |             |
| mars 2001                                | mars 2008        | Sylvaine Vandromme | SE        |             |
| mars 2008                                | 31 décembre 2016 | Philippe Pinsard   | SE        | Agriculteur |

## Population et société

### Démographie
L'évolution du nombre d'habitants est connue à travers les recensements de la population effectués dans la commune depuis 1793. À partir du 1er janvier 2009, les populations légales des communes sont publiées annuellement dans le cadre d'un recensement qui repose désormais sur une collecte d'information annuelle, concernant successivement tous les territoires communaux au cours d'une période de cinq ans. 
Pour les communes de moins de 10 000 habitants, une enquête de recensement portant sur toute la population est réalisée tous les cinq ans, les populations légales des années intermédiaires étant quant à elles estimées par interpolation ou extrapolation. Pour la commune, le premier recensement exhaustif entrant dans le cadre du nouveau dispositif a été réalisé en 2005,.
En 2014, la commune comptait 354 habitants, en évolution de 0 % par rapport à 2009 (Eure-et-Loir : +1,94 %, France hors Mayotte : +2,49 %).
| 1793 | 1800 | 1806 | 1821 | 1831 | 1836 | 1841 | 1846 | 1851 |
| ---- | ---- | ---- | ---- | ---- | ---- | ---- | ---- | ---- |
| 443  | 315  | 447  | 515  | 564  | 534  | 574  | 559  | 605  |

| 1856 | 1861 | 1866 | 1872 | 1876 | 1881 | 1886 | 1891 | 1896 |
| ---- | ---- | ---- | ---- | ---- | ---- | ---- | ---- | ---- |
| 681  | 660  | 631  | 576  | 604  | 692  | 690  | 699  | 662  |

| 1901 | 1906 | 1911 | 1921 | 1926 | 1931 | 1936 | 1946 | 1954 |
| ---- | ---- | ---- | ---- | ---- | ---- | ---- | ---- | ---- |
| 586  | 571  | 579  | 450  | 508  | 517  | 506  | 509  | 501  |

| 1962 | 1968 | 1975 | 1982 | 1990 | 1999 | 2005 | 2010 | 2014 |
| ---- | ---- | ---- | ---- | ---- | ---- | ---- | ---- | ---- |
| 455  | 406  | 346  | 291  | 245  | 282  | 325  | 359  | 354  |

## Culture locale et patrimoine

### Lieux et monuments
- Ancienne gare de Civry - Saint-Cloud de la ligne de Courtalain - Saint-Pellerin à Patay : de 1872 jusqu'au début des années 2000, Civry bénéficiait d'une gare de fret sur la ligne Courtalain-Saint-Pellerin à Patay via Châteaudun. La portion de ligne, entre Lutz-en-Dunois et Patay, où se trouvent Péronville et Civry-Saint-Cloud est non utilisée, sans pour autant être déclassée.
- Puits Saint-Martin I et II, deux polissoirs, blocs en poudingue gréseux éocène datant du néolithique. Situés à l'origine dans un champ au nord-ouest du village, ils furent déplacés en 1970 près de l'église et de la mairie.
- Église Saint-Martin, avec son portail de style roman.

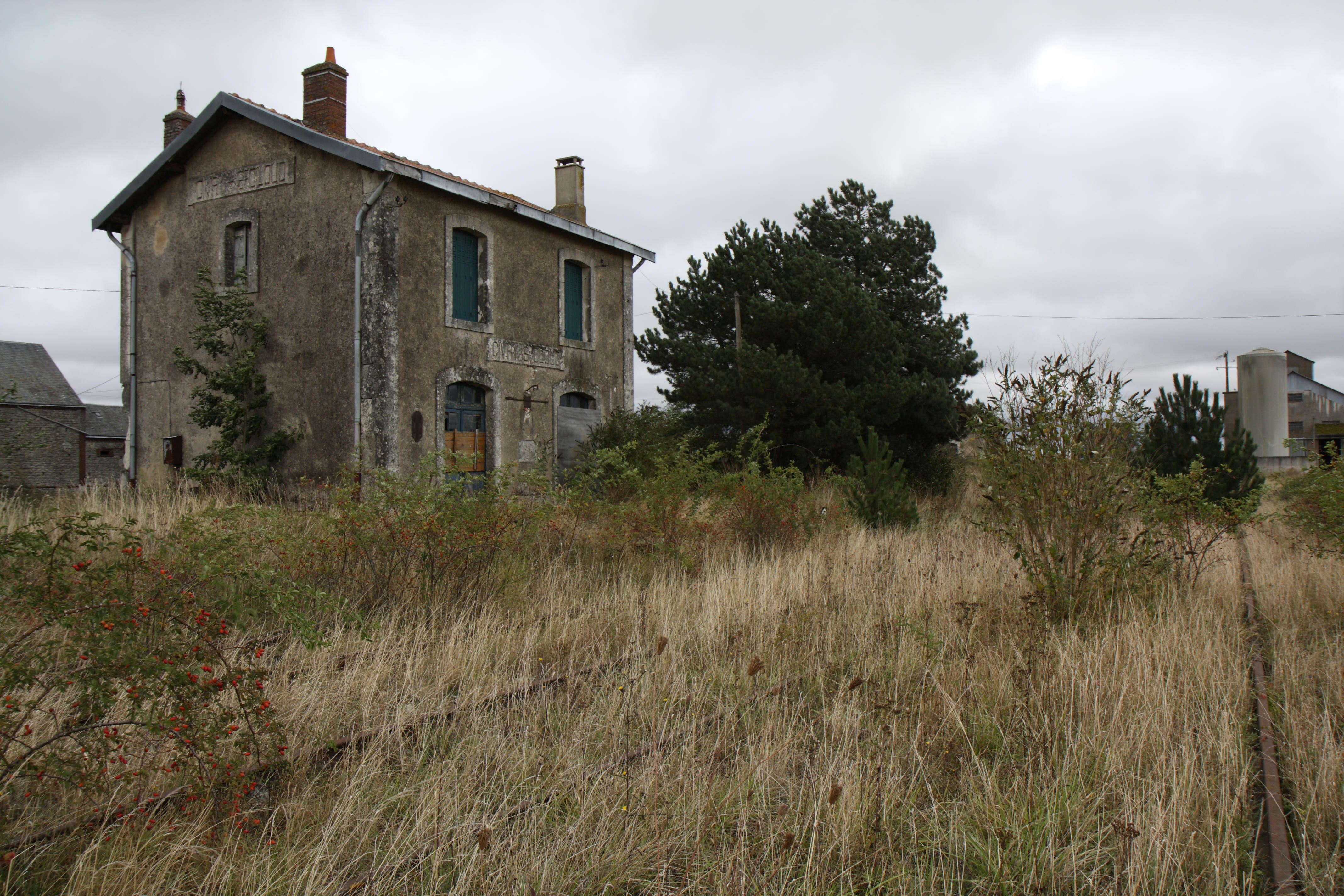
Ancienne gare de Civry - Saint-Cloud.
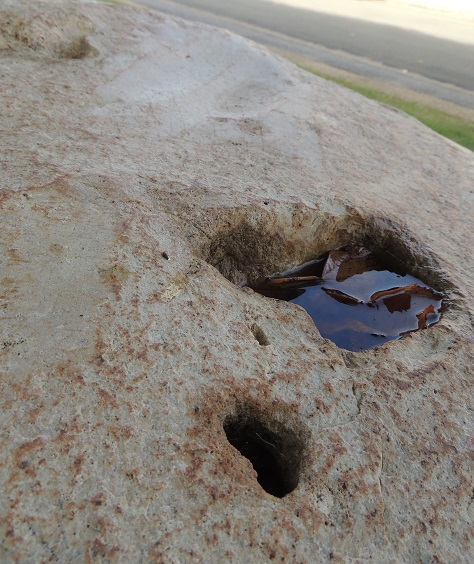
Polissoirs du Puits Saint-Martin.

### Personnalités liées à la commune
- Louis Moisset (1741-1827), ingénieur, né dans cette commune le 29 janvier 1741.
- Gaston Juchet (1930-2007), designer.